# Alfred Bengsch
Alfred Bengsch (Berlino, 10 settembre 1921 – Berlino Est, 13 dicembre 1979) è stato un cardinale e arcivescovo cattolico tedesco.

## Biografia
Nacque a Berlino il 10 settembre 1921.
Papa Paolo VI lo elevò al rango di cardinale nel concistoro del 26 giugno 1967.
Malato di tumore, morì a Berlino Est il 13 dicembre 1979 all'età di 58 anni per le conseguenze di un'emorragia.

## Genealogia episcopale e successione apostolica
La genealogia episcopale è:
- Cardinale Scipione Rebiba
- Cardinale Giulio Antonio Santori
- Cardinale Girolamo Bernerio, O.P.
- Arcivescovo Galeazzo Sanvitale
- Cardinale Ludovico Ludovisi
- Cardinale Luigi Caetani
- Cardinale Ulderico Carpegna
- Cardinale Paluzzo Paluzzi Altieri degli Albertoni
- Papa Benedetto XIII
- Papa Benedetto XIV
- Papa Clemente XIII
- Cardinale Bernardino Giraud
- Cardinale Alessandro Mattei
- Cardinale Pietro Francesco Galleffi
- Cardinale Giacomo Filippo Fransoni
- Cardinale Antonio Saverio De Luca
- Arcivescovo Gregor Leonhard Andreas von Scherr, O.S.B.
- Arcivescovo Friedrich von Schreiber
- Arcivescovo Franz Joseph von Stein
- Arcivescovo Joseph von Schork
- Vescovo Ferdinand von Schlör
- Arcivescovo Johann Jakob von Hauck
- Arcivescovo Joseph Otto Kolb
- Cardinale Julius August Döpfner
- Cardinale Alfred Bengsch

La successione apostolica è:
- Vescovo Hugo Aufderbeck (1962)
- Vescovo Gerhard Schaffran (1963)
- Vescovo Heinrich Theissing (1963)
- Vescovo Johannes Kleineidam (1970)

## Fonti
- (EN) David Cheney, Alfred Bengsch, su Catholic-Hierarchy.org.